# J.B. Hunter
J.B. Hunter was een warenhuisketen uit Memphis, Tennessee. De warenhuisketen was actief van 1968 tot 1980.

## Geschiedenis
In 1968 richtte Allied Stores de warenhuisketen J.B. Hunter op. De warenhuizen zouden een volledig assortiment voeren, een schoonheidssalon en restaurant bieden en opereren in het lagere segment op een oppervlakte van 11.500 tot 14.500 m².
De eerste vestiging werd in 1968 geopend in Memphis, Tennessee. De keten zou kort daarna fuseren met de discount warenhuisketen Almart, die eveneens eigendom was van Allied Stores. De nieuwe divisie werd bekend als "Almart-J.B. Hunter", waarbij beide ketens onder hun eigen namen zouden blijven opereren. Op het hoogtepunt van zijn bestaan, in 1972, had de keten 14 vestigingen.      
Allied Stores, die beide ketens als onrendabel zag vanwege de concurrentie van andere discountketens, verkocht de Almart-Hunter-divisie in 1979 aan Montgomery Ward. De divisie zou begin 1980 ter ziele gaan, toen beide ketens werden omgevormd tot Jefferson Ward, de discountdivisie van Montgomery Ward. De locaties die geen Jefferson-winkels werden, werden gesloten.    